# 翟山街道
翟山街道，是中华人民共和国江苏省徐州市泉山区下辖的一个乡镇级行政单位。

## 行政区划
翟山街道下辖以下地区：
管道社区、翟北社区、嘉美社区、牛头山社区、南苑社区、铜文社区、翟山社区、十里社区、姚庄社区、碧水湾社区和御景湾社区。